# Prälatur Heilbronn
Die Prälatur Heilbronn, auch Sprengel Heilbronn genannt, ist eine von vier Prälaturen der Evangelischen Landeskirche in Württemberg. Im Gegensatz zum Kirchenbezirk, welcher eine Körperschaft des öffentlichen Rechts ist, hat die Prälatur keine Rechtspersönlichkeit. Es handelt sich lediglich um einen kirchlichen Verwaltungsbezirk. Die Leitung der Prälatur obliegt dem Prälaten (der Prälatin), der auch als Regionalbischof (Regionalbischöfin) bezeichnet wird.

## Aufgaben
Der Prälat hat die Aufgabe die Dekane in seiner Prälatur zu visitieren. Er ist aber auch in der Seelsorge unter den Pfarrerinnen und Pfarrern tätig und wirkt bei der Wiederbesetzung der Gemeindepfarrstellen mit. Er ist Mitglied im Kollegium des Oberkirchenrats.

## Gebiet
Die Prälatur Heilbronn umfasst den gesamten Norden der Evangelischen Landeskirche in Württemberg, also das Gebiet von Weikersheim im Norden bis Schorndorf im Süden und von Mühlacker im Westen bis Crailsheim im Osten. Im Wesentlichen handelt es sich dabei um die Region Heilbronn-Franken, soweit die Gebiete nicht zur Evangelischen Landeskirche in Baden gehören. Ferner gehört der östliche Teil des Enzkreises und der Großteil des Rems-Murr-Kreises zur Prälatur Heilbronn. Zu ihr zählen die Kirchenbezirke Backnang,  Brackenheim, Gaildorf, Heilbronn, Künzelsau, Mühlacker, Öhringen, Schorndorf, Schwäbisch Hall, Waiblingen, Weikersheim, der zum 1. Januar 2020 neu gebildete Kirchenbezirk Weinsberg-Neuenstadt, der aus den beiden gleichzeitig aufgelösten bisherigen Kirchenbezirken Weinsberg und Neuenstadt am Kocher gebildet wurde, und der zum 1. Januar 2023 neu gebildete Kirchenbezirk Crailsheim-Blaufelden, der aus den beiden gleichzeitig aufgelösten bisherigen Kirchenbezirken Crailsheim und Blaufelden (inkl. des 1976 aufgelösten Kirchenbezirks Langenburg) gebildet wurde. 
Für 2025 ist auch die Fusion der Kirchenkreise Gaildorf und Schwäbisch Hall beschlossen. Die Kirchenbezirke Künzelsau, Öhringen und Weikersheim planen ebenfalls eine Fusion, deren Zeitpunkt noch unbestimmt ist.
Die Kirchenbezirke Backnang, Mühlacker, Schorndorf und Waiblingen gehören erst seit der Auflösung der Prälatur Ludwigsburg am 1. Mai 2003 zur Prälatur Heilbronn.

## Geschichte

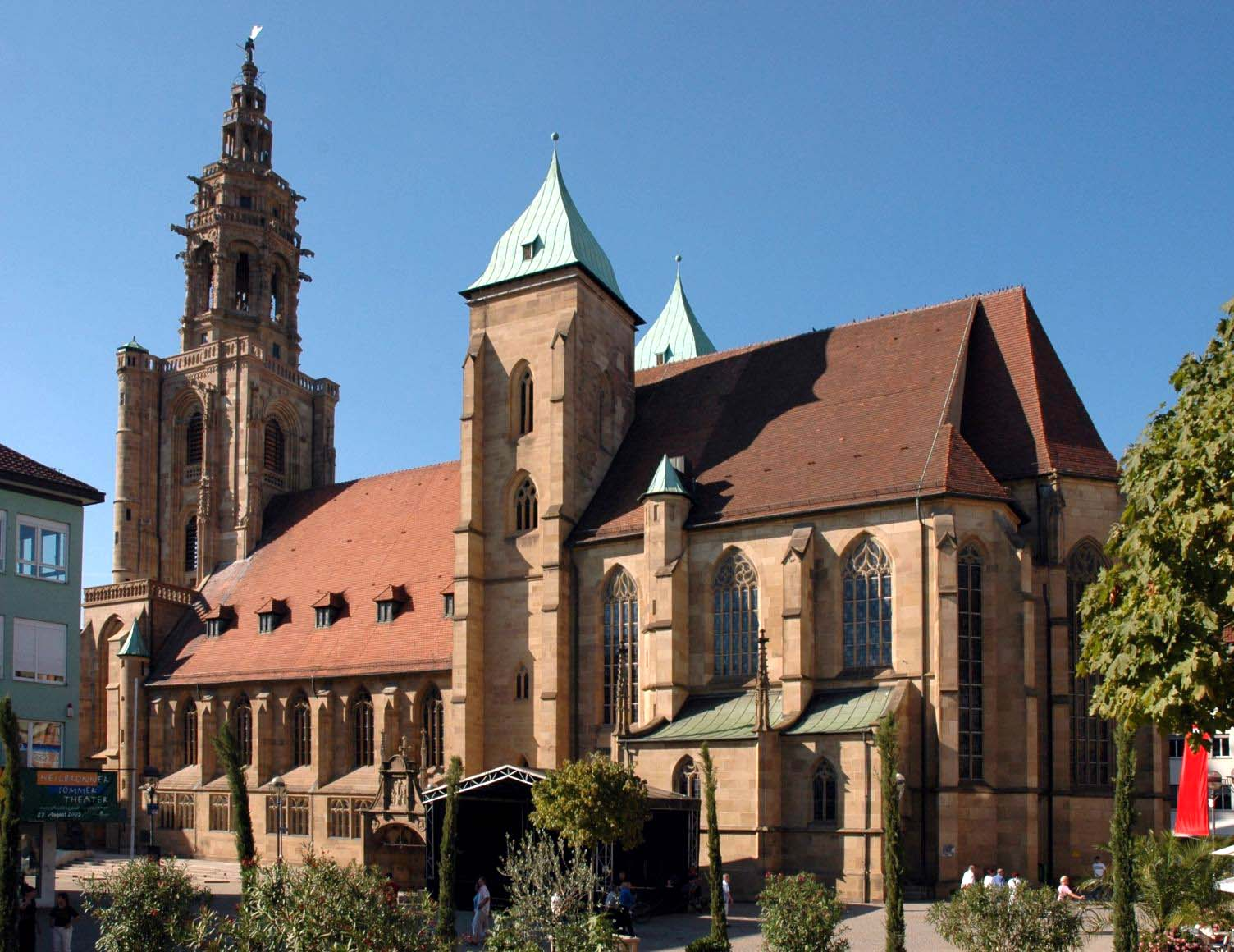
Kilianskirche, vom Kiliansplatz aus gesehen

Die Prälaturen gehen zurück auf die früheren Generalsuperintendenturen (auch Generalate) in Württemberg. Diese wurden schon bald nach Einführung der Reformation an den Standorten der ehemaligen Klöster (Adelberg, Bebenhausen, Denkendorf und Maulbronn) eingesetzt. An der Spitze stand jeweils ein dem Propst der Stiftskirche Stuttgart unterstehender Generalsuperintendent. Das Amt des Generalsuperintendenten war jedoch meist nicht mit dem jeweiligen Klostersitz verbunden, vielmehr trug der Verwaltungsbezirk lediglich deren Bezeichnung. Im Laufe Geschichte wurden die Bezeichnungen der Generalsuperintendenturen mehrmals verändert.
Heilbronn gehörte als Freie Reichsstadt bis 1803 nicht zu Württemberg. Erst seit 1806 gibt es daher eine Generalsuperintendentur Heilbronn. Daneben gab es eine Generalsuperintendentur Schwäbisch Hall, die aus der früheren Generalsuperintendentur Schöntal hervorging. 1913 wurde die Generalsuperintendentur Schwäbisch Hall aufgelöst und das Gebiet der Generalsuperintendentur Heilbronn entsprechend vergrößert. 1924 wurden aus den Generalsuperintendenturen die Prälaturen. Bis 1951 befand sich der Sitz des Prälaten von Heilbronn noch in Schwäbisch Hall. Das Gebiet der Prälatur Heilbronn veränderte sich also mehrmals, insbesondere durch die Neubildung der Prälatur Ludwigsburg im Jahr 1992 sowie deren Wiederaufhebung 2003.
Hauptkirche der Prälatur Heilbronn ist die Kilianskirche in Heilbronn, in welcher der Prälat auch regelmäßig Gottesdienste hält.

## Generalsuperintendenten und Prälaten seit 1806
- 1806–1813/14: Christian Friedrich von Duttenhofer
- 1814: Wolfgang Friedrich von Gess
- 1814–1820: D. Georg Heinrich von Müller (1750–1820)
- 1821/23–1841: Jakob Friedrich von Märklin (1771–1841)
- 1841–1844: Friedrich von Geß (1787–1844)
- 1844–1852: Gottlob Eberhard von Hafner (1785–1858)
- 1852–1866: Edmund von Sigel (1805–1866)
- 1867–1871: Hermann Adolf von Stock (1809–1871)
- 1871–1880: Friedrich von Brackenhammer (1810–1889)
- 1880–1888: Karl von Raiffeisen (1820–1888)
- 1889–1890: Rudolf von Schmid (1828–1907)
- 1890–1894: Viktor von Sandberger (1835–1912)
- 1894–1900: Karl von Berg (1837–1921)
- 1900–1902: Oskar Achilles Gustav von Schwarzkopf (1838–1903)
- 1903–1912: Paul von Wunderlich (1844–1930)
- 1913–1917: Karl von Keeser
- 1917–1925: Hermann Paul von Dopffel
- 1925–1927: Konrad Hoffmann (1867–1959)
- 1927–1929: Theophil Wurm (1868–1953)
- 1929–1945: Karl Gauß (1869–1945); vom 9. Oktober bis 19. November 1934 wurde Wilhelm Ludwig Hermann Krauß (1890–1943) kommissarisch von den DC eingesetzt
- 1945–1959: Wilfried Lempp (1889–1967); bis 1951 Sitz in Schwäbisch Hall
- 1959–1983: Albrecht Hege (1917–2017)
- 1983–1992: Walter Bilger (1930–2009)
- 1992–1999: Hans Kümmel (1936–2014)
- 1999–2006: Paul Dieterich (* 1941)
- 2007–2011: Hans-Dieter Wille (* 1946)
- 2012–2020: Harald Stumpf (* 1958)
- 2020–heute: Ralf Albrecht (* 1964)[2]